# Paul Cézanne
Paul Cézanne (født 19. januar 1839 i Aix-en-Provence, død 22. oktober 1906 i Aix-en-Provence) var en fransk maler, der kan karakteriseres som broen mellem impressionismen og kubismen i begyndelsen af 1900-tallet.
I værker som Mont Sainte-Victoire fra 1885 og Madame Cézanne fra 1887 ses spor og inspiration fra både kubismen og fauvismen.
For 1900-tallets store modernister er Cézanne modernismens grundlægger og en af de største.
Henri Matisse kalder Cézanne the father of us all.
Cézanne malede mest stilleben, figurkompositioner og landskaber. Der findes mange historier om hans fattigdom, hvorledes han havde problemer med at få frugter nok til sine stilleben, at samme æble figurerede flere gange og at de egentlig var halvspiste, når de endelig kom på lærredet.
Han var fra barndommen ven med forfatteren Émile Zola. Dog blev de uvenner, og Cézanne brød forbindelsen med Zola, da han misbilligede, hvad Zola havde skrevet om ham i bogen L'Oeuvre (da. overs. Mesterværket), 1886.

## Liv og gerning
Cézanne var søn af en velstående bankier og kom først sent ind på egentlige kunststudier, studerede jura 1860-61 og kom derefter til Paris, forberedte sig på "École Suisse" (Académie Suisse) til optagelseseksamen til École des Beaux-Arts, men bestod ikke denne prøve.
I Paris gjorde særlig Michelangelo, Le Nain, Delacroix og Honoré Daumier stærkt indtryk på ham; selv malede han i mørke, tunge farver. Venskabet i 'Académie Suisse' med Armand Guillaumin og Camille Pissarro rettede hans blik mod Courbets kunst og dens kraftige naturalisme, men dog særlig mod Manet, og dermed var han inde i impressionismens verden.
Da Zola 1866 i L’Événement førte kampen for impressionismen (og selv i den anledning mistede sin anmelderstilling), sluttede Cézanne sig ivrigt til den ny kunst og delte skæbne med den på dens forskellige særudstillinger, hvor hånen dog gik værst ud over Cézanne selv. Hans forsøg på at få sine billeder ind på Salonen mislykkedes atter og atter (1882 slap han for en gangs skyld ind med et billede). Så godt som ingen private ville købe hans malerier; kun hos kunsthandleren Père Tanguy fandt han nogen afsætning.
I 1879 vendte han så Paris ryggen og levede resten af sit liv mest i Provence i sin fødeby som ensom og forglemt særling, men stadig malende. Selv hans barndomsven og senere beundrer Zola – der dedikerede sine Événement-artikler til Cézanne
og i romanen L'Œuvre (en) tog ham til forbillede for kunstneren Claude Lantier – tabte ham til sidst af syne.
Berømmelsen kom først efter hans død. I årene derefter blev han for megen ung kunst til et forbillede, hvis farvetoner blev efterlignet. Endnu 1890 havde den forudseende Pariser-kunsthandler Ambroise Vollard af Cézannes søn købt et par hundrede af Cézannes billeder for en billig penge til bedre tider. Ved Cézannes død fandtes hans kunst især i privatsamlinger; et landskab var som gave kommet til Berlins Nationalgalerie (Berlin) (de), der senere fik to nature morte-stykker, og ved testamentariske gaver fik også Musée du Luxembourg og Louvre værker. I Museum Folkwang i Haag blev Cézanne repræsenteret ved to arbejder, i kunstmuseerne i København og Kristiania (Oslo) ved nature morte, og efterhånden fik man også i andre museer, ofte i dyre domme, sikret sig værker af Cézanne (1915 to billeder i Göteborg Museum).

## Maleteknik
Mens Cézannes ældre kunst kan siges at bevæge sig i vedtagne udtryksformer – ofte kan han virke helt daumiersk – er hans kunst i den impressionistiske periode og senere, da Cézanne som neoimpressionist på en måde blev impressionismens overvinder, kun lidt tilgængelig for det store kunstinteresserede publikum – idet en kunst, der kan forsynde sig mod det elementære og let påviselige, ikke bekymrer sig om almindelig korrekt perspektivisk virkning, men maler det runde fladt og så fremdeles.
For Cézanne går alt op i farven. Med møjsommelig, mosaikagtig og lagvis farvepålægning maler han sine stilleben, sine portrætter og landskaber; hans billeder er så at sige blot farver og flader med tonedifferencer. Farverne stilles side om side i flader og ordnes i nye harmonier; man har derfor sammenlignet Cézannes malerier med rige og kostelige gobeliner.
Cézanne fortsætter impressionismens opløsning af den enkelte farve, men går ud over analysen til et syntetisk helhedsbillede af lys- og farvekraft. Idet Cézanne søger mod det rent maleriske og enkle, abstraherer han fra form, stof og perspektiv; gennem dyrkningen af billedfladen og indvindingen af nye rumlige værdier føres han ind på det kompositionelle, ligevægten, rytmen af farver og flader, og Cézanne kommer derved (således i sine landskaber med figurer) til at bygge bro til en overlevering fra fortiden i poussinsk ånd.
| - Fotografier - Ca. 1861 - Cézanne siddende på bænken, o. 1873 - Ca. 1899 - Udsnit af forrige - Cézanne i sit atelier i Lauves i Aix, ca. 1904 - Ca. 1906 |

| - Selvportrætter - Ca. 1872 - 1875 - Ca. 1875 - 1875-77 - Ca. 1877 - 1878-1880 - 1880-81 - 1881-1882 - 1879-82 - 1883-1887 - Ca. 1890 - 1894 - Ca. 1895 - Ca. 1895 - 1898-1900 |

| - Madame Cézanne - 1885-1887 - 1885-87 - Uklar datering - 1886 - 1886-87 - 1888-90 |

| - Andre portrætter - Onkel Dominique, 1865-67 - Madame Cézanne, 1885-86 - Madame Cézanne, 1885-87 - Paul Cézannes søn, 1888-90 - Dreng med rød vest, 1888-90 - Kvinde med grøn hat, 1894-95 - Kvinde med kaffekande, Ca. 1895 - Mand med pibe, 1892-96 - Ung italiensk kvinde ved et bord, 1895-1900 - Siddende mand, 1905-06 |

| - Badende - Den store bader 1885-87 Le Grand Baigneur - Badende, ca. 1890 - De store badende, 1898-1905 Les Grandes Baigneuses(en) - Badende, 1900-05 Baigneuses |

| - Bjerget Mont Sainte-Victoire nær Cézannes bolig i Sydkrankrig - 1882-85 - Ca. 1887(en) - 1890 - 1904-06 - 1904-06 |

| - Andre værker af Paul Cézanne - Cézannes mor og søster, 1868 - Vase med blomster, 1876 - Harlequin, 1888-90 - Manden med piben, 1890 - Den unge italienske kvinde, 1896 |